# Joe Cuba
Joe Cuba (Gilberto Calderon de son vrai nom) est un musicien d'origine portoricaine né le 22 avril 1931 à New York et mort le 15 février 2009. 
Il est considéré comme le père du boogaloo (également appelé Latin Soul, fusion de la Soul et de la musique latine, genre éclipsé ensuite par la salsa.

## Biographie
Ses parents étaient portoricains et dans les années 1920 ils ont émigré vers le Spanish Harlem, un ghetto de Manhattan.
Son père tenait une boutique de bonbons ; ils habitaient l'appartement au-dessus.
Il a joué au stickball (en) (le baseball du ghetto) dans l'équipe des Devils.
Il s'est cassé le bras et s'est alors mis à jouer des congas après les cours.
En 1950, à 19 ans, il joue avec J. Panama et le groupe La Alfarona X. Il rentre ensuite en fac de droit.
Il assiste à un concert où Tito Puente joue Abaniquito. Il le rencontre et deviennent amis. Il forme alors son propre groupe, le Jose Calderon Sextet, mais en 1954, son agent artistique lui conseille de renommer le groupe Joe Cuba Sextet. Ils se produisent au Stardust Ballroom.
Parmi les instruments qu'utilise le groupe : les timbales, le vibraphone, et le piano.
En 1962, le groupe enregistre To Be With You avec, au chant Cheo Feliciano et Jimmy Sabater.
En 1967, la chanson Bang Bang est un énorme tube aux États-Unis et lance la mode du boogaloo.
Il est aussi no 1 au Billboard avec la chanson Sock It To Me Baby.
Son plus grand succès sera El Pito (I'll Never Go Back to Georgia), (traduction : Le sifflet (Je ne reviendrai jamais plus à Georgia) au sujet des sifflements du public raciste de cette ville.
Joe Cuba et son sextet ont joué avec Harry Belafonte, Pearl Bailey, James Brown et Judy Garland.
En 1988, Charlie Palmieri (qui dirigeait l'orchestre à l'époque) meurt d'une crise cardiaque.
En 2003, des enregistrements ont été réédités en CD : 
- Joe Cuba Sextet Vol I: Mardi Gras Music for Dancing,
- Merengue Loco
- Out of This World Cha Cha.

En avril 1999, Joe Cuba a été inscrit au tableau d'honneur international de la musique latine (International Latin Music Hall of Fame).
En 2004, il a été nommé Grand Marshall à la parade de la journée de Porto Rico à New York.
Il était le directeur du musée de la salsa, dans le East Harlem à Manhattan (New York).

## Discographie

### Chansons
- Bang Bang
- Cocinando
- Ay, Milagro
- El Ratón
- Joe Cuba's Latin Hustle
- My Man Speedy
- Quinto Sabroso
- El Pito (I'll Never Go Back To Georgia)
- Trip To Mamboland
- Sock It To Me
- Y Tu Abuela Donde Está
- Oriza Oco
- Psychedelic Baby
- Pataquibiriquambambaram
- Quieres Volver
- Yo Y Borinquen
- Mi Salsa Buena
- Bailadores
- Joe Cuba's Madness, Pts. 1 and 2
- Oye Bien
- Mujer Divina
- La Tortilla
- Talk About Love
- Alafia
- Ritmo de Joe Cuba
- Hey Joe Hey Joe
- Elube Changó
- Wakini
- No Coman Cuento
- To Be With You
- Mi Lindo Son
- Oh Yeah
- Flaco's Cha Cha
- La Malanga Brava
- Contigo Aprendí
- Ya Se Acabó

## Albums
- 1956 : I Tried To Dance All Night
- 1956 : Mardi Gras Music For Dancing Vol. 1
- 1957 : Cha Cha Chá
- 1958 : Mardi Gras Music For Dancing Vol. 2
- 1959 : Mardi Gras Music For Dancing Vol. 3
- 1959 : Brava Pachanga
- 1961 : Merengue Loco
- 1961 : Joe Cuba
- 1962 : To Be With You
- 1962 : Steppin' Out
- 1962 : Cha Cha Chás Soothe The Savage Beast
- 1963 : Diggin' The Most
- 1963 : Vagabundeando (Hangin' Out)
- 1964 : Comin' at You
- 1964 : El Alma del Barrio: The Soul of Spanish Harlem
- 1965 : Breakin' Out
- 1965 : Bailadores
- 1965 : Red, Hot and Cha Cha Chá
- 1966 : We Must Be Doing Something Right!
- 1967 : Bang Bang
- 1967 : The Velvet Voice of Jimmy Sabater
- 1968 : My Man Speedy
- 1971 : Recuerdos de Mi Querido Barrio
- 1972 : Bustin' Out
- 1972 : ¡Estamos Haciendo Algo Bien! (We Must Be Doing Something Right!)
- 1973 : Hecho y Derecho (Doing it Right)
- 1976 : Cocinando la Salsa (Cookin' The Sauce)
- 1979 : El Pirata del Caribe (The Caribbean Pirate)
- 1995 : Steppin' Out... Again!
- 1998 : Salsa y Bembé

## Compilation
- 2010 : El Alcalde del Barrio